# Jobe Bellingham
Jobe Samuel Patrick Bellingham (Stourbridge, Inglaterra, 23 de septiembre de 2005) es un futbolista británico que juega de centrocampista en el Borussia Dortmund de la 1. Bundesliga, Es hermano del futbolista inglés Jude Bellingham

## Trayectoria
A la edad de 15 años y 321 días fue nombrado en el banco de suplentes del Birmingham para el partido de primera ronda de la Copa de la Liga 2021-22 ante el Colchester United F. C. No vio minutos durante el partido, al igual que en la segunda vuelta de la misma competición. Si hubiera debutado en cualquiera de los dos partidos, a pocas semanas de cumplir 16 años, se habría convertido en el jugador más joven del primer equipo del club, rompiendo el récord establecido por su hermano en la primera ronda dos años antes. Más tarde ese año, los rumores vincularon a Jude Bellingham con un regreso a Inglaterra; los rumores en contra vincularon al club de Jude, el Borussia Dortmund, con interés en fichar a Jobe. Al final del año, tenía cuatro goles en nueve apariciones con el equipo sub-18 de Birmingham en su sección de la Premier League sub-18, y había jugado cuatro veces para sus sub-23 en la Premier League 2.
Fue nombrado en el banquillo para el partido de la EFL Championship contra el Coventry City F. C. en noviembre. El entrenador Lee Bowyer insistió en que los observadores no deberían juzgarlo por los logros de su hermano, y señaló que era "el siguiente en la fila" debido a la cantidad de lesiones entre los mediocampistas del club. De nuevo permaneció ver minutos. Hizo su debut profesional como suplente en la segunda mitad en el partido de tercera ronda de la FA Cup 2021-22 ante el Plymouth Argyle F. C., reemplazando al joven de 17 años Jordan James después de 70 minutos con el marcador sin goles y Birmingham reducido a diez hombres. A los 16 años y 107 días, se convirtió en el segundo debutante más joven de Birmingham. Después del partido, que Birmingham perdió 1-0, Bowyer dijo que se había ganado su debut por la mejora en su juego durante las semanas anteriores entrenando con el primer equipo. Hizo su primera aparición en la English Football League una semana después como suplente tardío en un empate 1-1 ante el Preston North End F. C. Su siguiente no fue hasta el partido final de la temporada.
En julio de 2022 el Birmingham confirmó que Bellingham obtendría una beca con el club y había acordado los términos de un primer contrato profesional, que entraría en vigencia cuando cumpliera 17 años.

### Sunderland F. C.
El 18 de mayo de 2023 se confirmó que el Sunderland A. F. C., un club competidor, ficharía a Bellingham por una tarifa de 3 millones de libras esterlinas después de que ellos y el Liverpool F. C. comenzaran a buscar ficharlo. El 6 de agosto, hizo su debut con su nuevo club en una derrota de liga por 2-1 ante el Ipswich Town y dos semanas más tarde marcó por primera vez, anotando dos goles para darle la vuelta al marcador contra el Rotherham United, un partido ganado 2-1. 
Jobe Bellingham, fue nombrado mejor jugador joven del Championship mientras jugaba en el Sunderland. El centrocampista fue clave en la buena temporada del club, ganándose un puesto en los play-offs de ascenso a la Premier League. En la temporada 2024-25, disputó 43 partidos, con cuatro goles y tres asistencias.

### Borussia Dortmund
El 10 de junio de 2025, el Borussia Dortmund confirmó el fichaje de Jobe Bellingham a cambio de 33 millones de euros fijos y 5 millones de euros variables. Firmó un contrato de cinco años con el conjunto renano, hasta junio de 2030.  El 17 de junio de 2025, Bellingham debutó con el Borussia Dortmund en un partido contra el Fluminense correspondiente al Mundial de Clubes de la FIFA 2025 en el MetLife Stadium de Nueva Jersey, con resultado final de empate a 0. Marcó su primer gol con el Borussia en la victoria del Mundial de Clubes, derrotando al Mamelodi Sundowns por 4-3 en un intenso partido el 21 de junio en Cincinnati, en la segunda ronda del Grupo F.

## Selección nacional
Nació en Inglaterra y se informa que también es elegible para representar Irlanda a través de un abuelo paterno. Hizo su debut con Inglaterra sub-16 el 3 de junio de 2021, comenzando una victoria por 6-0 partido amistoso contra Irlanda del Norte. Hizo su primera aparición con Inglaterra sub-17 tres meses después en el torneo de la Copa Syrenka contra Rumanía; marcó la ocasión fallando un penal, pero Inglaterra aún ganó 2-0. También jugó en el otro partido del grupo y en la final, que Inglaterra perdió 3-2 ante los Países Bajos. En octubre, jugó en los tres partidos de la ronda de clasificación del Campeonato de Europeo Sub-17 de 2022 de Inglaterra y brindó una asistencia para el gol de Kobbie Mainoo en la victoria por 7-0 contra Armenia; Inglaterra encabezó su grupo y avanzó a la ronda élite.
Después de ocho apariciones con la sub-17, fue incluido en el equipo sub-18 de Inglaterra para un mini-torneo de cuatro equipos en el Pinatar Arena en España en septiembre de 2022. Comenzó contra los Países Bajos y Bélgica y fue suplente tardío contra las Islas Feroe cuando Inglaterra ganó los tres partidos. En marzo de 2023 jugó los tres partidos de la gira sub-18 por Croacia. Contra Croacia sub-18, entró después de una hora, anotó el empate e Inglaterra ganó 2-1. Fue titular y capitán del equipo en los otros dos partidos. Su disparo fue bloqueado por un penalti que habría empatado el marcador contra Bélgica: ejecutó el tiro, falló y Bélgica ganó 3-0, y marcó el último gol de la victoria por 3-1 contra Suiza.

## Vida personal
Nació en Stourbridge, Tierras Medias Occidentales, el 23 de septiembre de 2005, hijo menor de Denise y Mark Bellingham. Mark trabajó como sargento en la Policía de las Tierras Medias Occidentales y fue un prolífico goleador en fútbol de fuera de la liga. Es el hermano menor del futbolista internacional inglés Jude Bellingham, que le precedió en la academia del Birmingham City, donde ambos pasarían sus años de formación. Jude, de 16 años, fue titular durante la temporada 2019-20 antes de fichar por el Borussia Dortmund. Tras la marcha de Jude, Jobe apareció en la presentación de la equipación del Birmingham para la temporada 2020-21.

## Estadísticas

### Clubes
Actualizado al último partido disputado el 25 de junio de 2025.
| Club                             | Div.          | Temporada     | Liga  | Liga  | Liga   | Copas nacionales | Copas nacionales | Copas nacionales | Copas internacionales | Copas internacionales | Copas internacionales | Total | Total | Total  |
| Club                             | Div.          | Temporada     | Part. | Goles | Asist. | Part.            | Goles            | Asist.           | Part.                 | Goles                 | Asist.                | Part. | Goles | Asist. |
| -------------------------------- | ------------- | ------------- | ----- | ----- | ------ | ---------------- | ---------------- | ---------------- | --------------------- | --------------------- | --------------------- | ----- | ----- | ------ |
| Birmingham City F. C. Inglaterra | 2.ª           | 2021-22       | 2     | 0     | 0      | 1                | 0                | 0                | —                     | —                     | —                     | 3     | 0     | 0      |
| Birmingham City F. C. Inglaterra | 2.ª           | 2022-23       | 22    | 0     | 0      | 1                | 0                | 0                | —                     | —                     | —                     | 23    | 0     | 0      |
| Birmingham City F. C. Inglaterra | Total club    | Total club    | 24    | 0     | 0      | 2                | 0                | 0                | 0                     | 0                     | 0                     | 26    | 0     | 0      |
| Sunderland A. F. C. Inglaterra   | 2.ª           | 2023-24       | 45    | 7     | 1      | 2                | 0                | 0                | —                     | —                     | —                     | 47    | 7     | 1      |
| Sunderland A. F. C. Inglaterra   | 2.ª           | 2024-25       | 43    | 4     | 3      | 0                | 0                | 0                | —                     | —                     | —                     | 43    | 4     | 3      |
| Sunderland A. F. C. Inglaterra   | Total club    | Total club    | 88    | 11    | 4      | 2                | 0                | 0                | 0                     | 0                     | 0                     | 90    | 11    | 4      |
| Borussia Dortmund · Alemania     | 1.ª           | 2024-25       | —     | —     | —      | —                | —                | —                | 3                     | 1                     | 1                     | 3     | 1     | 1      |
| Borussia Dortmund · Alemania     | Total club    | Total club    | 0     | 0     | 0      | 0                | 0                | 0                | 3                     | 1                     | 1                     | 3     | 1     | 1      |
| Total carrera                    | Total carrera | Total carrera | 112   | 11    | 4      | 4                | 0                | 0                | 3                     | 1                     | 1                     | 119   | 12    | 5      |

## Palmarés

### Otros logros
| Logro                                            | Club           | País       | Año     |
| ------------------------------------------------ | -------------- | ---------- | ------- |
| Eliminatorias de la Football League Championship | Sunderland AFC | Inglaterra | 2024-25 |

### Distinciones individuales
| Distinción                                                                   | Año  |
| ---------------------------------------------------------------------------- | ---- |
| Jugador del partido vs Mamelodi Sundowns - Copa Mundial de Clubes de la FIFA | 2025 |